# Franse parlementsverkiezingen 1889
Op 22 september en 6 oktober 1889 werden er parlementsverkiezingen in Frankrijk gehouden. De verkiezingen werden gewonnen door de radicalen, de gematigde republikeinen en de boulangisten (aanhangers van generaal Georges Boulanger).

## Uitslag

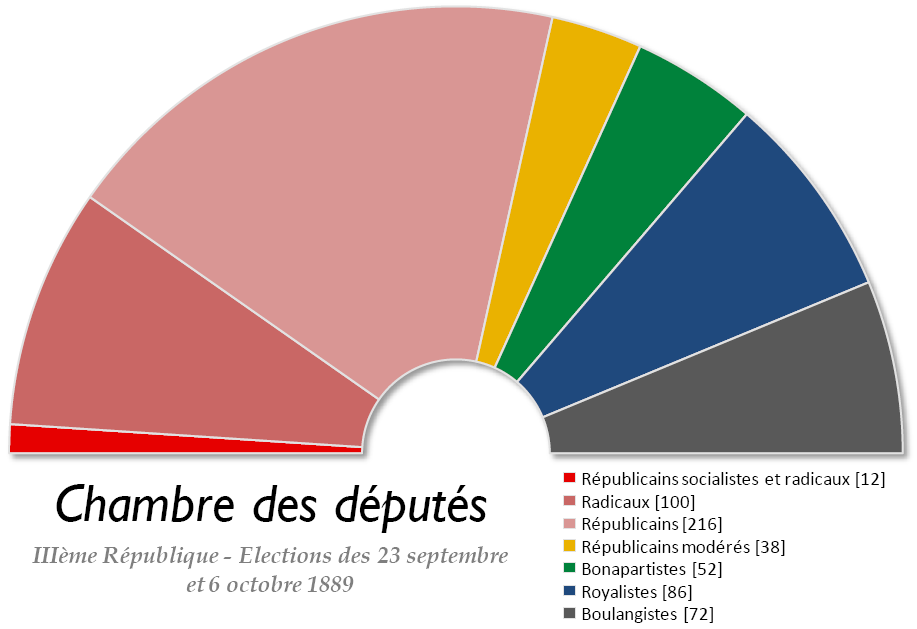
Verkiezingsuitslag

| Partij                  | zetels |
| ----------------------- | ------ |
| Gematigde Republikeinen | 216    |
| Radicale Partij         | 100    |
| Monarchisten            | 86     |
| Boulangisten            | 72     |
| Bonapartisten           | 52     |
| Centrumlinkse partijen  | 38     |
| Socialisten             | 12     |